# Канал впливу
Кана́л впли́ву (автоматичне керування) — канал впливу вхідних параметрів на вихідні (результативні) в об'єкті керування.
Можна виділити канали впливу за:
- вхідними регулівними діяннями;
- вхідними збурювальними впливами.